# Dicranomyia longicollis
Dicranomyia longicollis là một loài ruồi trong họ Limoniidae. Chúng phân bố ở miền Cổ bắc.